# Jumaine Jones
Pour les articles homonymes, voir Jones.
Jumaine Jones, né le 10 février 1979 à Cocoa Beach en Floride, est un joueur américain de basket-ball. Il évolue aux postes d'ailier et d'ailier fort.